# Crocidura caliginea
Crocidura caliginea är en däggdjursart som beskrevs av Hollister 1916. Crocidura caliginea ingår i släktet Crocidura och familjen näbbmöss. IUCN kategoriserar arten globalt som livskraftig. Inga underarter finns listade i Catalogue of Life.
Denna näbbmus förekommer i nordöstra Kongo-Kinshasa. Den lever i skogar som ligger på en platå vid 750 meter över havet.